# The Hardy Boyz

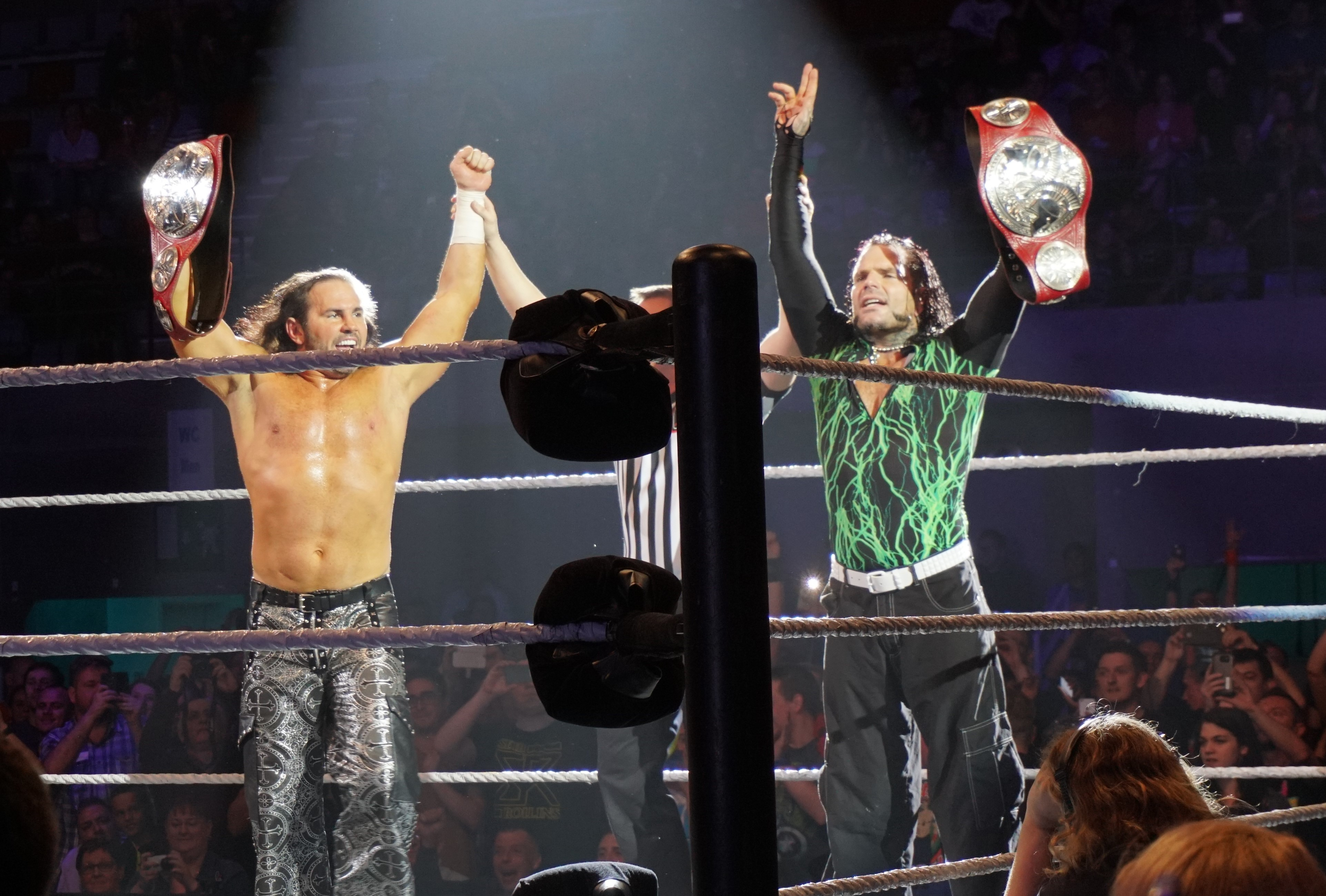
Hardys Raw Tag Champions

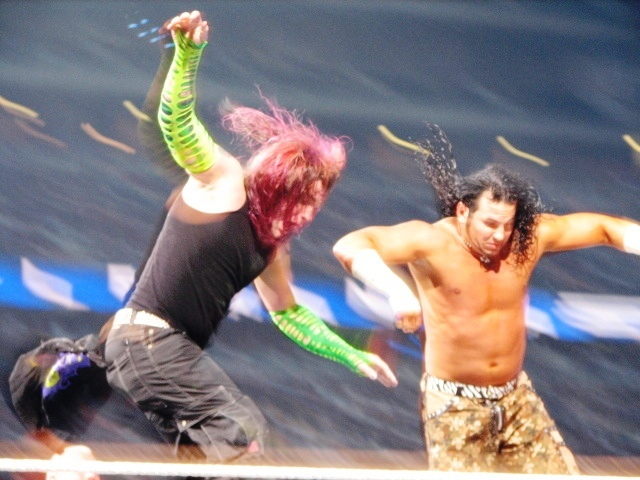
The Hardys

The Hardys Boyz sau Team Xtream este o echipă de wrestling din promoția World Wrestling Entertainment formată din frații Matt și Jeff Hardy. Echipa este cunoscută și sub numele de Hardy Boyz sau Team Xtreme. Cei doi wrestleri sunt frați în realitate. În 2009, pay-per-view-ul Royal Rumble, echipa s-a destrămat după ce Matt Hardy l-a lovit cu un scaun pe Jeff, costându-l titlul WWE. În ediția SMACKDOWN! din 14 august 2009, echipa s-a reunit, după ce Matt Hardy și-a salvat fratele din atacul vicios al lui Cm Punk.
Ei au trebuit să își schimbe numele reale în Matt Hardy sau Matthew Moore Hardy și Jeff Hardy sau Jeffrey Nero Hardy.

## Carieră

### World Wrestling Federation / Entertainment (1998-2003, 2006-2009)

#### Saltul la faimă
Inițial, frații au concurat în timp ce erau adolescenți în cadrul WWF ca jobberi. După ce au semnat un contract în 1998, The Hardys au fost instruiți de Dory Funk, Jr. la dojo-ul său.
Pe 27 septembrie la Heat, The Hardys a început să câștige popularitate după ce i-au învins pe Kaientai (Men's Teioh și Shoichi Funaki). Când Edge și Christian a-u creat The Brood în 1998, Hardys a început să fie însoțiți în ring de Michael Hayes, care sa stabilit mai târziu ca managerul său. La 29 iunie 1999, ei au câștigat primul lor Campionat la echipe din WWF învingândui pe The Acolytes, pierzându-l cu o lună mai târziu la evenimentul Fully Loaded cu aceiași.
După dizolvarea lui The Brood, The Hardys a-u creat impreuna cu fostul membru al acelei echipe, Gangrel, un nou grup numit The New Brood, incepand o batalie cu Edge & Christian, pe care i-au invins la No Mercy, castigand serviciile lui Terri Runnels ca manager. Aceasta a provocat o dispută între Edge și Christian, care a durat doi ani. În acest timp, The Hardys a-u câștigat notorietate ca fracțiune cu intrarea lui Lita în grup.

#### Team Xtreme
Cu intrarea lui Lita în grup, după ce Lita a câștigat titlul Womens într-o luptă împotriva lui Stephanie McMahon, fiind The Rock arbitrul, Matt și Jeff au format Team Xtreme, al cărui nume se referă la extremitatea mișcărilor lor. În primul trimestru al anului, au protagonizat mai multe luăte împotriva altor echipe, cum ar fi The Dudley Boys și Edge & Christian, fiind această ultima motivul unei mici alianțe între The Rock și Hardys, care se confrunta cu Kurt Angle și Edge & Christian pierzând lupta prin ajutorul lui Stephanie, apoi în luptele lor împotriva lui The Dudley Boys și Edge & Christian, care sau confruntat cu primii la Rumble Royal într-un Tag Team Table Match; cu ai doilea la "No Way Out"; și cu ambii la WrestleMania 2000, cu o victorie și două înfrângeri respectiv. Meciul de la WrestleMania a fost ales de revista Pro Wrestling Illustrated ca Lupta Anului 2000.
După WrestleMania au luptat ocazional în RAW și SmackDown! împotriva tag teamurilor precum Dudley Boyz, Edge & Christian, Test & Albert și Too Cool. La SummerSlam, au fost înfrânți de Dudleys într-un meci TLC în care a-u mai participat și Edge & Christian. La Unforgiven au câștigat Campionatul pe echipe din WWF după ce i-au învins pe Edge & Christian într-un meci Steel Cage, dar le- au pierdut în fața lor la No Mercy. Cu toate acestea, o zi mai târziu, au recuperat campionatele după ce i-au învins pe Edge & Christian, pierzându-le pe 6 noiembrie cu Right to Censor.

#### 2001-2003
A-u participat la Royal Rumble unde au reușit să-l elimine pe Farooq. Au participat la WrestleMania X-Seven într-un meci TLC, dar au pierdut după ce Edge și Christian au luat centurile. La Insurrextion au participat într-un Four Way Elimination Match, dar nu au reușit să câștige. La Judgment Day au participat la o luptă pentru a determina candidați la titlurile în perechi, dar nu au reușit să câștige. La Unforgiven au participat într-un Four Way Elimination Match, dar au pierdut. Pe 8 octombrie, la ediția de Raw i-au bătut pe Booker T și Test, câștigând Campionatul Mondial WCW în perechi. La No Mercy i-au bătut pe Lance Storm și The Hurricane, păstrându-și Campionatele în perechi, dar pe 23 octombrie au pierdut cu Dudley Boyz (Bubba Ray) și D-Von la Raw. Pe 12 noiembrie au câștigat campionatele mondiale pe echipe din WWE după ce i-au bătut pe Booker și Test, dar le-au pierdut la Survivor Series împotriva lui Dudley Boyz într-un meci de unificarea Campionatelor pe echipe WCW și WWE. "După ce a pierdut titlurile, Jeff a avut o rivalitate cu fratele său Matt, care ia condus la un meci Vengeance unde a câștigat Jeff. De asemenea, au participat la No Way Out într-un meci Tag Team Turmoil match dar nu au reușit să câștige. Au participat la WrestleMania X8, dar nu a reușit să câștige Campionatele Mondiale pe echipe, deoarece Billy l-a lovit pe Jeff cu centura. The Hardys s-au despărțit când Matt a trecut la Smackdown și Jeff a fost concediat.

#### 2006
Pe 4 august 2006, Jeff Hardy a fost din nou angajat de WWE. În spatele scenei de la Unforgiven 2006 Lita, Jeff Hardy și Matt Hardy s-au întâlnit din nou după 4 ani. Hardy Boyz a revenit pentru a lupta la Survivor Series 2006, formând o echipă cu D-Generation X și CM Punk pentru a face față lui Edge, Randy Orton, Gregory Helms, Johnny Nitro și Mike Knox. Cu 5 zile înainte de eveniment, Hardys a câștigat o luptă împotriva FBI (Little Guido și Tony Mamaluke). La Survivor Series, echipa DX a câștigat confortabil eliminând toți membrii echipei Rated RKO. Pe 27 noiembrie la RAW, Hardys a avut ocazia să câștige Campionatele Mondiale în perechi împotriva campionilor Rated RKO. În lupta Edge l-a lovit pe Jeff cu centura când erau să câștige, astfel Rated RKO a-u păstrat titlurile prin descalificare. A doua zi la ECW, Hardys a-u învins echipa Sylvester Terkay și Elijah Burke, fiind atacați mai târziu de MNM. Hardys Boyz a-u luptat cu MNM la December to Dismember unde au câștigat după ce Jeff le-a aplicat un Swanton Bomb lui Mercury și Nitro.

#### 2007-2009
În 2007, la No Way Out, s-au alăturat lui Chris Benoit învingândui pe MVP și MNM. Pe 2 aprilie la RAW, au participat într-un Tag Team Battle Royal câștigând al șaselea Campionat Mondial în perechi. Hardys a reținut Campionatul Mondial în perechi la Backlash și Judgment Day în fața lui Lance Cade și Trevor Murdoch. En One Night Stand a-u păstrat campionatele împotriva la The World's Greatest Tag Team (Haas y Benjamin) într-un meci Ladder dar ziua următoarea la Raw a-u pierdut campionatele după ce Lance Cade l-a numărat pe Jeff după un Swantom Bomb ratat.
Pe 23 iunie 2008 Jeff a fost transferat la Smackdown în urma Draftului. In aceeasi seara au avut o lupta impotriva campionilor în perechi, John Morrison si The Miz, dar au pierdut, iar Matt a fost transferat la ECW. La 16 iunie, la ECW, au avut o altă luptă împotriva Morrison și The Miz, în care au fost victorioși. Pe 21 august 2009, în ediția de SmackDown i-au învins alături de John Morrison pe CM Punk și Dinastia Hart (David Hart Smith & Tyson Kidd).

### Total Nonstop Action Wrestling (2011, 2015-2017)
Hardys și-au făcut revenirea pe 10 ianuarie (emis în 20 ianuarie) la Impact !, învingându-i pe Rob Van Dam și Mr. Anderson, alăturânduse lui The Immortals. După un timp separați, echipa s-a separat din cauza demiterii lui Matt din TNA.
Datorită accidentări lui Eddie Edwards, Campionatele pe echipe din TNA au fost eliberate. Pe 16 martie, la Impact Wrestling (17 aprilie), The Hardys s-au reunit din nou și a învins BDC (Low Ki & Kenny King), Ethan Carter III & Bram și Bobby Roode și Austin Aries, câștigând campionatele. Curând după aceea, au trebuit să părăsească titlurile din cauza accidentări la tibie al lui Jeff. Pe 19 ianuarie, la Impact Wrestling, Matt Hardy la învins pe Ethan Carter III și a câștigat TNA World Heavyweight Championship cu ajutorul lui Tyrus, devenind heel. Dupa aceasta, pe 26 ianuarie la Impact Wrestling, Jeff sa confruntat cu Matt pentru actiunile sale dar, in final, a fost atacat de Eric Young, Bram si propriul Matt, dizolvand din nou echipa.
După rivalitatea dură dintre Jeff și Matt pe 5 iulie la Impact Wrestling, Matt la învins pe Jeff într-un Final Deletion Match, astfel încât Jeff ar fi trebuit să-l însoțească pe fratele său în tot și numai putea fi numit Jeff Hardy, ci Brother Nero. La aceasta, pe 11 august la Impact Wrestling, Jeff și Matt s-au aliat învingând The Tribunal. După aceea, Jeff a urcat în colț și a făcut o Swanton Bomb pe o masă goală, afirmând că din nou formează o echipă cu Matt, schimbându-se la același gimmick ca al lui Matt, devenind face. După aceasta, pe 17 august la Impact Wrestling, se reuneste cu fratele său Matt și reformează The Hardys sub numele The Broken Hardys. În noaptea aceea, au câștigat un contract pentru Campionatele pe echipe din TNA. La Bound for Glory, i-au învins pe Abyss și Crazzy Steve într-un Great War Match, câștigând Campionatele Mondiale pe echipe din TNA.
La sfârșitul anului 2016, Broken Hardys a-u inițiat o nouă linie argumentală, numită "Expediția aurului", care este de a dovedi că este cea mai bună echipă din istoria luptei profesionale, provocând alte echipe din diferite promoții, inclusiv campioni pe echipe din Ring of Honor, The Young Bucks, și campioni pe echipe din Raw, The New Day.
În februarie din 2017, Matt Hardy a anunțat prin Twitter că contractul lor cu TNA nu a fost renovat.